# Winnemucca

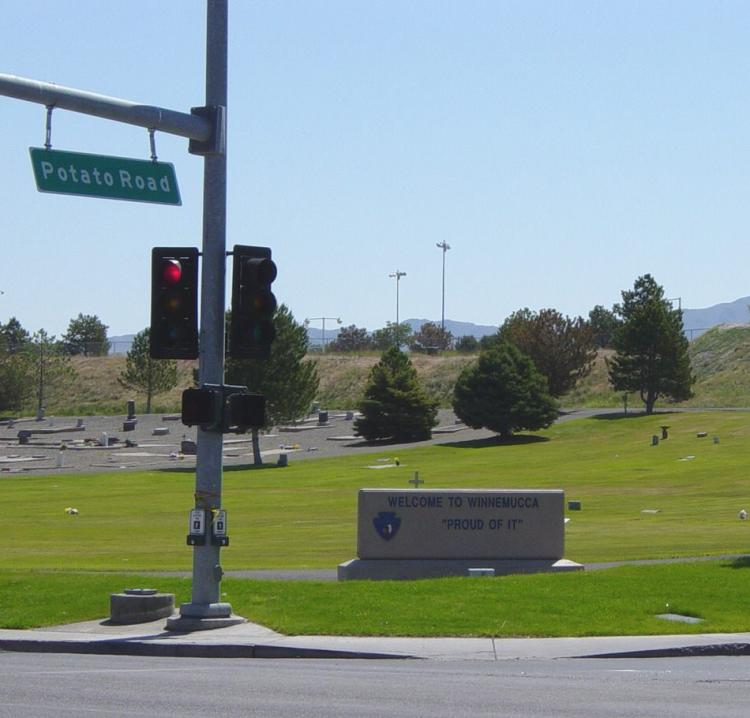
Cmentarz. Obok tabliczka: Witamy w Winnemucca. Naszej dumie!

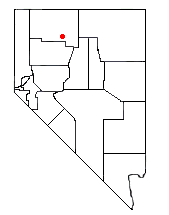
Lokalizacja

Winnemucca, stolica hrabstwa Humboldt w stanie Nevada. W roku 2000 liczba mieszkańców wyniosła 7 174.

## Historia
Siedziba władz od roku 1873, kiedy upadło Unionville (obecnie w hrabstwie Pershing). 19 września 1990 Wild Bunch dokonał tu napadu na bank.
W Winnemucca Johnny Cash skomponował piosenkę I Been Everywhere.

## Geografia
Współrzędne: 40°58'6" N, 117°43'36" W. Całkowita powierzchnia miasta: 21,4 km² (8,3 mil²).

## Transport
Przez miasto przechodzi autostrada międzystanowa nr 80, gdzie krzyżuje się z międzystanową nr 95. Znajduje się tutaj stacja Amtraka, ale nie można kupić biletów na miejscu.
Historycznie Winnemucca była stacją Kolei Transkontynentalnej.

## Gospodarka
Większość mieszkańców pracuje w przedsiębiorstwach kopalnianych lub jako ich sprzedawcy, bądź kontrahenci.